# آنسون رینی
آنسون رینی (انگلیسی: Anson Rainey; ۱۱ ژانویهٔ ۱۹۳۰ – ۱۹ فوریهٔ ۲۰۱۱) انسان‌شناس، مورخ، آموزشگر، نویسنده، باستان‌شناس، و زبان‌شناس اهل ایالات متحده آمریکا بود.